# Bariatría

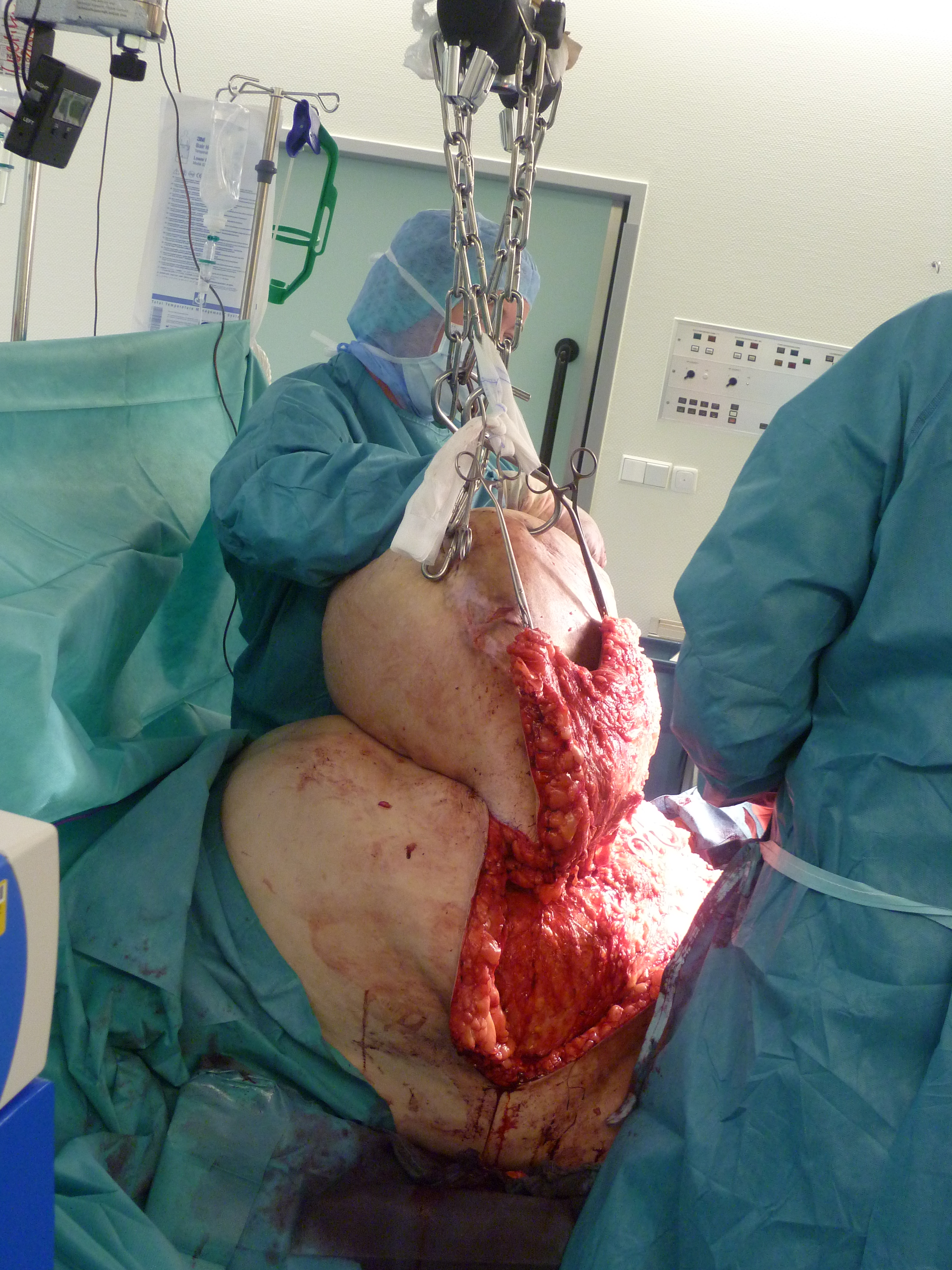
Abdominoplastia en Cirugía Bariátrica.

La Bariatría es la rama de la medicina que se ocupa de la prevención y tratamiento de la obesidad. Además de la farmacoterapia de obesidad, la bariatría se relaciona con las cirugías de obesidad.
El término bariatría fue acuñado alrededor de 1965 a partir de la raíz griega bari ("peso"), el sufijo -iatr ("tratamiento") y el sufijo -ia ("relativo a").
Actualmente debido al sobrepeso y obesidad se realizan 10 % más de cirugías bariátricas cada año. Se le añade el término bariatra al profesional de la salud que se especializa en el tratamiento del sobrepeso y obesidad con estudios y diplomados enfocados en dicho tratamiento, así como las enfermedades derivadas y/o relacionadas con la obesidad (Diabetes, Hipertensión, Cardiopatías, Dislipidemias, etc.), por ejemplo: Méd. Bariatra, Nut. Bariatra, Psic. Bariatra, Enf. Bariatra, etc.
Los médicos bariatras tienen como protocolo realizar diferentes tratamientos e intervenciones quirúrgicas entre los más conocidos y aplicados: 
- Balón gástrico (globo que se infla con la finalidad de reducir el espacio en el estómago).
- Manga gástrica (Procedimiento quirúrgico que consiste en recortar el estómago primero separándolo del peritoneo y posteriormente cortar en forma transversa la curva derecha del estómago dejando un estómago reducido normalmente se retira del 50 al 70% del estómago dependiendo del criterio de cada cirujano).
- Baipás gástrico (procedimiento quirúrgico que consiste en cortar el intestino y el estómago para formar un Y conectando el intestino al esófago y el resto del estómago reconectarlo al intestino, dependiendo del paciente se dermina cual de las variantes de este procedimiento se realiza como el "mini Baipás gástrico", este procedimeinto se suele realizar si una fuga grande en una manga gástrica se presenta o si una persona esta obesa y el cirujano lo determina para que baje de peso).

Las cirugías bariátricas son irreversibles.

## Candidatos para la cirugía bariátrica
Los candidatos para cirugía bariátrica son generalmente personas con obesidad severa que no han logrado perder peso a través de métodos convencionales como la dieta y el ejercicio. Esta cirugía suele estar recomendada para aquellos con un índice de masa corporal (IMC) de 40 o más, o un IMC de 35 o más si presentan comorbilidades relacionadas con la obesidad, como diabetes tipo 2, hipertensión o apnea del sueño. Además, los candidatos deben estar dispuestos a comprometerse con cambios permanentes en el estilo de vida, incluyendo modificaciones en la dieta, aumento de la actividad física y seguimiento médico continuo, para asegurar el éxito a largo plazo de la cirugía bariátrica.

### Riesgos y complicaciones
Es posible enfrentar complicaciones en las intervenciones quirúrgicas en el momento o posterior a la intervención, la más común es la Fuga que puede derivar en una peritonitis, el alimento puede pasar al peritoneo y causar infecciones con mortalidad alta.
Entre los riesgos inmediatos se incluyen infecciones, hemorragias, reacciones adversas a la anestesia y coágulos sanguíneos. A largo plazo, los pacientes pueden experimentar deficiencias nutricionales, hernias, úlceras, o problemas gastrointestinales como el síndrome de dumping, que provoca náuseas y diarrea. Además, existe el riesgo de que la cirugía no resulte en la pérdida de peso deseada o que se recupere el peso perdido con el transcurso de tiempo

### Turismo médico para cirugía bariátrica
El turismo médico para cirugía bariátrica se ha convertido en una opción popular para aquellos que buscan tratamientos de pérdida de peso a costos más accesibles o con tiempos de espera más cortos que en sus países de origen. Este tipo de turismo implica viajar a otro país para someterse a procedimientos bariátricos, como el bypass gástrico, la gastrectomía en manga o la banda gástrica ajustable. Países como México, India, Costa Rica y Turquía son destinos comunes debido a su combinación de precios competitivos, calidad de atención médica y reputación de hospitales y clínicas especializadas en cirugía bariátrica.